# Neptosternus hedychrous
Neptosternus hedychrous är en skalbaggsart som beskrevs av Guignot 1955. Neptosternus hedychrous ingår i släktet Neptosternus och familjen dykare. Inga underarter finns listade i Catalogue of Life.